# Agua de cristalización
El agua de cristalización es el agua que se encuentra dentro de las redes de los cristales pero que no se halla unida de manera covalente a ninguna molécula o ion. Es un término arcaico que precede a la química inorgánica estructural moderna, y que proviene de una época en la que las relaciones entre fórmula mínima y estructura eran poco comprendidas. Sin embargo, el término ha permanecido en el tiempo, y cuando se emplea de manera precisa puede resultar muy útil.

## Obtención
Al cristalizarse a partir de agua o solventes que la contienen, muchos compuestos químicos incorporan agua en su red cristalina. 

## Descripción
Cuando se usa el término en su sentido clásico, el agua de cristalización se refiere al agua que se encuentra en la red cristalina de un complejo metálico, pero que no se haya unida directamente al ion metálico. A pesar de ello, dicha agua de cristalización debe interaccionar con otros átomos e iones porque de otra manera no estaría incluida dentro de la red cristalina. Si se considera el caso del cloruro de níquel (II) hexahidratado (NiCl2·(H2O)6). Al examinar su estructura molecular queda evidente que el cristal consiste de subunidades de [trans-NiCl2(H2O)4] que están unidas entre sí y a dos moléculas aisladas de H2O. De esta manera, un tercio del total de 
moléculas de agua en el cristal no están unidas directamente al Ni2+, y son las que constituyen el agua de cristalización.
A diferencia de las sales inorgánicas, las proteínas cristalizan con cantidades inusualmente grandes de agua en la red cristalina. Contenidos de hasta un 50 % de agua no son infrecuentes. La capa de hidratación extendida es la que permite a los cristalógrafos de proteínas justificar que la conformación en el cristal no es muy diferente a la conformación libre que la proteína adopta en solución.

## Ejemplos adicionales
Cuando el agua de cristalización está asociada a una sal el resultado se denomina hidrato. La estructura de los hidratos puede ser muy elaborada, debido a la existencia de enlaces de hidrógeno que determina estructuras poliméricas. Durante mucho tiempo las estructuras de muchos hidratos permanecieron desconocidas, por lo cual se empleó un punto (·) en la fórmula de un hidrato para especificar la composición sin indicar la
- CuSO4·5H2O - Sulfato de cobre (II) pentahidratado
- CoCl2·6H2O - Cloruro de cobalto (II) hexahidratado
- SnCl2·2H2O - Cloruro de estaño (II) dihidratado

A partir de la segunda mitad del siglo XX la mayoría de las estructuras de los hidratos más comunes fue determinada mediante cristalografía, de manera tal que el anterior formalismo es cada vez más obsoleto. Una razón fuerte para usar el formalismo del punto es la simplicidad. Para muchas sales, la forma exacta en que las moléculas de agua están unidas no tiene importancia debido a que esos enlaces quedan labilizados luego de la disolución. Por ejemplo, una solución acuosa preparada a partir de CuSO4·5H2O o CuSO4 anhidro se comportan de la misma manera. Por ello, el conocimiento del grado de hidratación solamente es importante al momento de determinar la masa molar, ya que un mol de CuSO4·5H2O tiene mayor masa que un mol de CuSO4. En algunos casos, el grado de hidratación puede ser crítico para las propiedades químicas que resultan. A manera de ejemplo, el RhCl3 es insoluble en agua y de poca utilidad relativa en la química organometálica, mientras que el RhCl3·3H2O es muy versátil. De forma opuesta, el AlCl3 hidratado es un ácido de Lewis pobre y por lo tanto inactivo como catalizador para las reacciones del tipo Friedel-Crafts, por lo que debe protegerse del contacto con la humedad de la atmósfera para evitar la formación de hidratos.